# Joaquín Borrás
Pour les articles homonymes, voir Borràs.
Joaquín Borrás Canut, né le 7 décembre 1942 à Esplugues de Llobregat (province de Barcelone, Espagne et mort le 8 septembre 2019 à Sant Joan Despí), est un footballeur espagnol qui jouait au poste de milieu de terrain défensif.

## Carrière
Joaquín Borrás est un milieu défensif très travailleur, doté d'une grande capacité pour le marquage et la récupération de balle. Il peut aussi jouer au poste de défenseur latéral droit. 
Il se forme dans les catégories junior du FC Barcelone avant de passer au CD Condal qui à l'époque constitue l'équipe réserve du Barça. Il joue avec le FC Barcelone entre 1966 et 1968 en tant que joueur de complément. Il ne joue que 7 matchs de championnat avec le Barça. En comptant les matchs amicaux, il joue en tout 54 matchs sous les couleurs du Barça et marque 4 buts.
En 1968, il est recruté par le Real Saragosse, où il reste jusqu'en 1971, année de relégation du club en Division 2. En 1971, il signe avec l'UE Sant Andreu, club de D2. Il reste trois saisons avec Sant Andreu puis met un terme à sa carrière en 1974. Au total, il dispute 138 matchs dans les divisions professionnelles espagnoles, inscrivant un but.
Une fois à la retraite, il joue de nombreux matchs avec l'association des anciens joueurs du Barça.

## Clubs
- Avant 1965 :  FC Barcelone (formation)
- 1962-1966 :  CD Condal
- 1965-1966 :  Gimnàstic de Tarragone
- 1966-1968 :  FC Barcelone
- 1968-1971 :  Real Saragosse
- 1971-1974 :  UE Sant Andreu

## Palmarès
Avec le FC Barcelone :
- Vainqueur de la Coupe d'Espagne en 1968